# Käte Ledig-Schön
Käte Ledig-Schön (* 25. Februar 1926 in Darmstadt; † 31. Januar 2014) war eine deutsche Künstlerin, Grafikerin und  Schriftstellerin.

## Leben
Käte Schön wurde in der Zeit der Weimarer Republik im Jahr 1926 in Darmstadt geboren, besuchte zur Zeit des Nationalsozialismus jedoch eine Schule in Hamburg-Harburg. Noch als Schülerin wurde sie mit vielen anderen nach Hamburg-Dammtor gefahren und musste während einer Durchfahrt von Adolf Hitler dem „Führer“ zujubeln, wie sie später in der Filmreihe Gedächtnis der Nation erläuterte.
Nach dem Zweiten Weltkrieg studierte Käte Schön an der Hochschule für bildende Künste Hamburg im Lerchenfeld, bevor sie sich später grafisch weiterbildete.
Neben Kleinplastiken schuf Käte Ledig-Schön, die nach ihrer Scheidung wieder ihren Mädchennamen annahm, Farbstift- und Federzeichnungen, Illustrationen, Lithographien, Siebdrucke und Collagen.
Ihre Schöpfungen erläuterte sie Ende des 20. Jahrhunderts wie folgt:

„Linien und Formen entstehen direkt, ohne vorherige Konstruktion. Die Arbeiten lassen sich erst hinterher deuten, die Thematik reicht von anklagend bis verspielt. Immer mehr neige ich dazu, einzelne Wörter oder Sätze in meine Zeichnungen einzuflechten.“

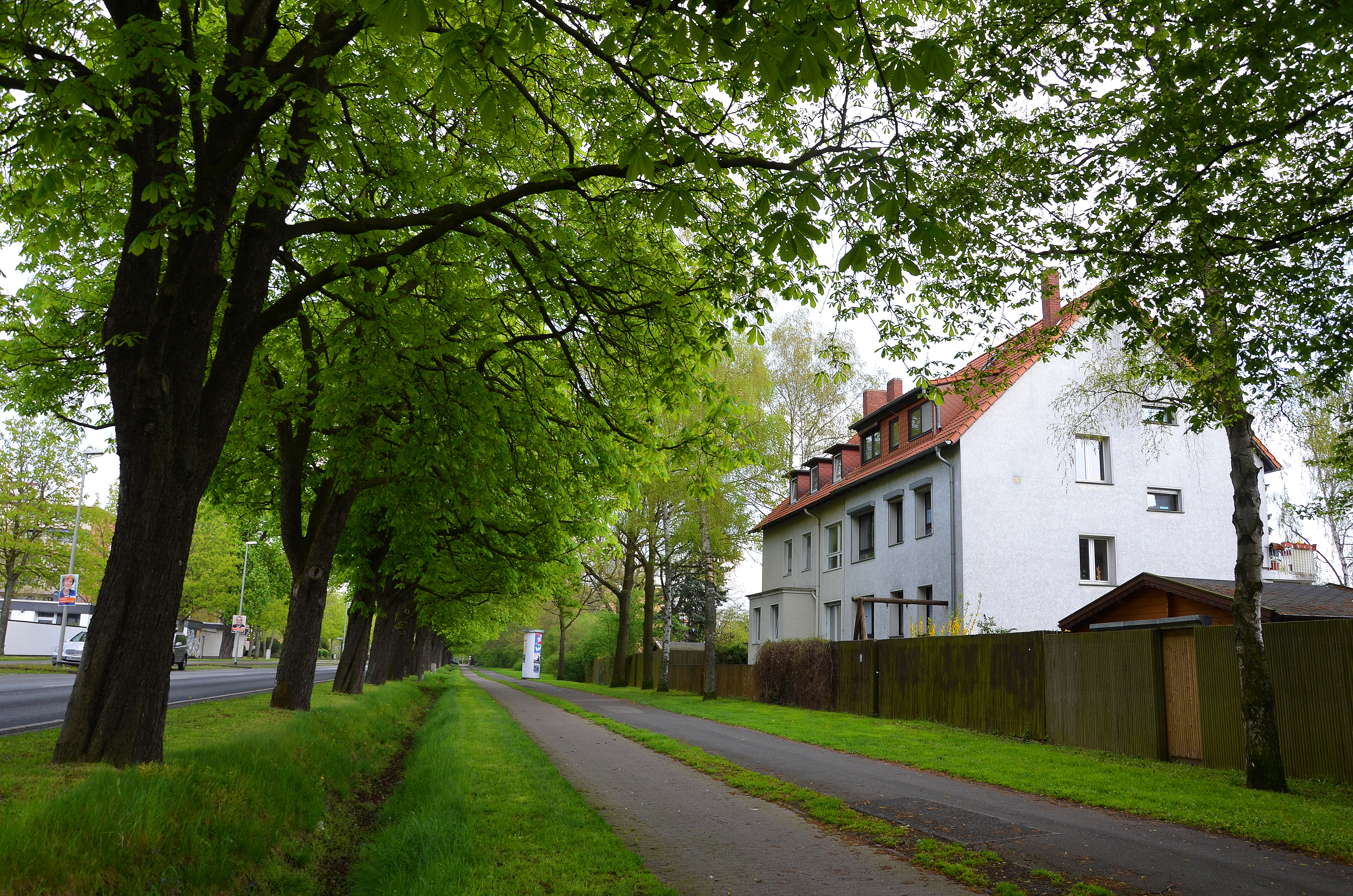
Blick entlang der Kastanienreihe in der Misburger Straße auf Ledig-Schöns Wohnhaus Burgdorfer Damm 63 im Heideviertel

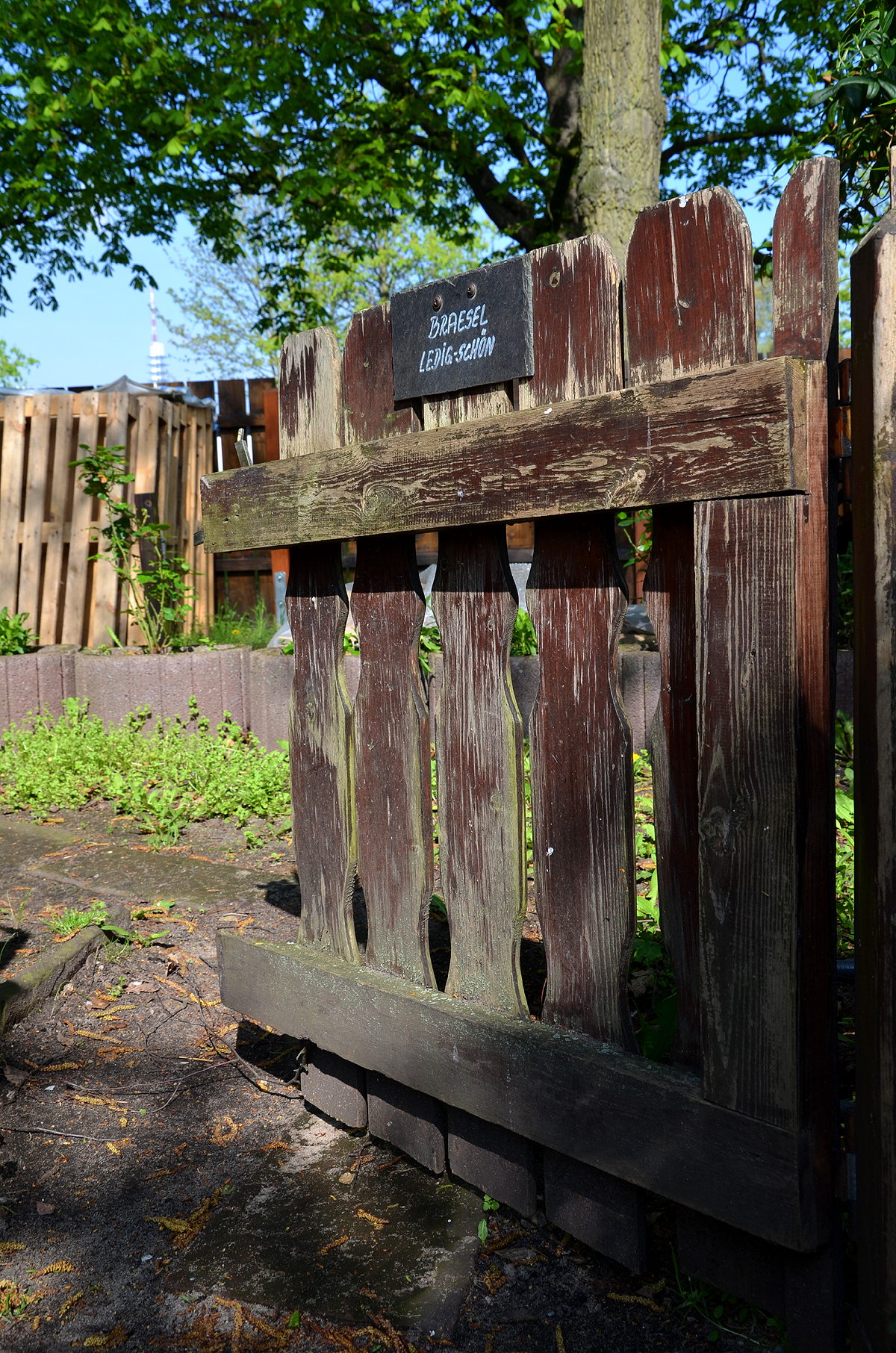
Offene Gartenpforte mit einer Schiefertafel und dem Namen Ledig-Schön

Zuletzt wohnte die Künstlerin am Burgdorfer Damm 63 im hannoverschen Stadtteil Heideviertel.

## Ausstellungen
Ledig-Schön beschickte Ausstellungen in Hannover, Frankfurt am Main, Bremen, Konstanz, Ahrensburg und Sylt.

## Schriften (Auswahl)
Eigene Publikationen:
- Ein & aus. Aufgeschriebenes, 1. Tausend, Hannover: Werkstatt-Verlag, 1978.
- Natürlich, von der Verfasserin signierte Tafeln im Ordner, 86 Seiten, 1. Tausend, Hannover: Werkstatt-Verlag, 1982.
- Schlüsselerlebnisse, Teil 3, mit Illustrationen und anderem, Biel: Col-Verlag, [1983], ISBN 3-85607-000-5.
- Zwei und noch mehr Seiten. Verse und Zeichnungen, 1. Auflage, Hannover, Burgdorfer Damm 63: K. Ledig-Schön, Werkstatt-Verlag, 1985.
- Menage. Texte und Zeichnungen, 1. Auflage, Hannover: Werkstatt-Verlag, 1987; DNB 911465162.
- Gangart. Texte und Zeichnungen, 1. Auflage, Hannover: Werkstatt-Verlag, 1990, DNB 920227686.
- Es sind 7. Texte und Zeichnungen, 1. Auflage, Hannover: Werkstatt-Verlag, 1994.
- Da-da „Anna Blume“ in Blau, München: Literareon, 2004, ISBN 3-8316-1142-4.

Ko-Autorenschaft:
- Wir sammeln unsere Kraft. Initiative schreibender Arbeitsloser Hannover, Hannover, Lindener Marktplatz 8: W. Riedel, 1986; DNB 954302559.

Letzte Fotos in Käte Ledig-Schöns Wohnung aus einem vergangenen Jahrhundert:

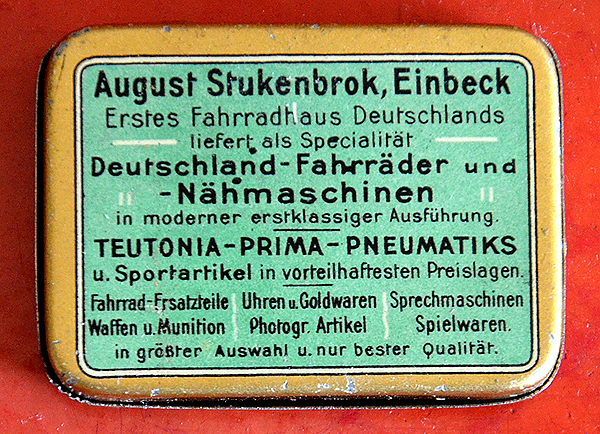
Blechdose von August Stukenbrok, Einbeck, Blechdose Feinste Sprechmaschinen-Nadeln aus bestem Stahldraht sehr laut
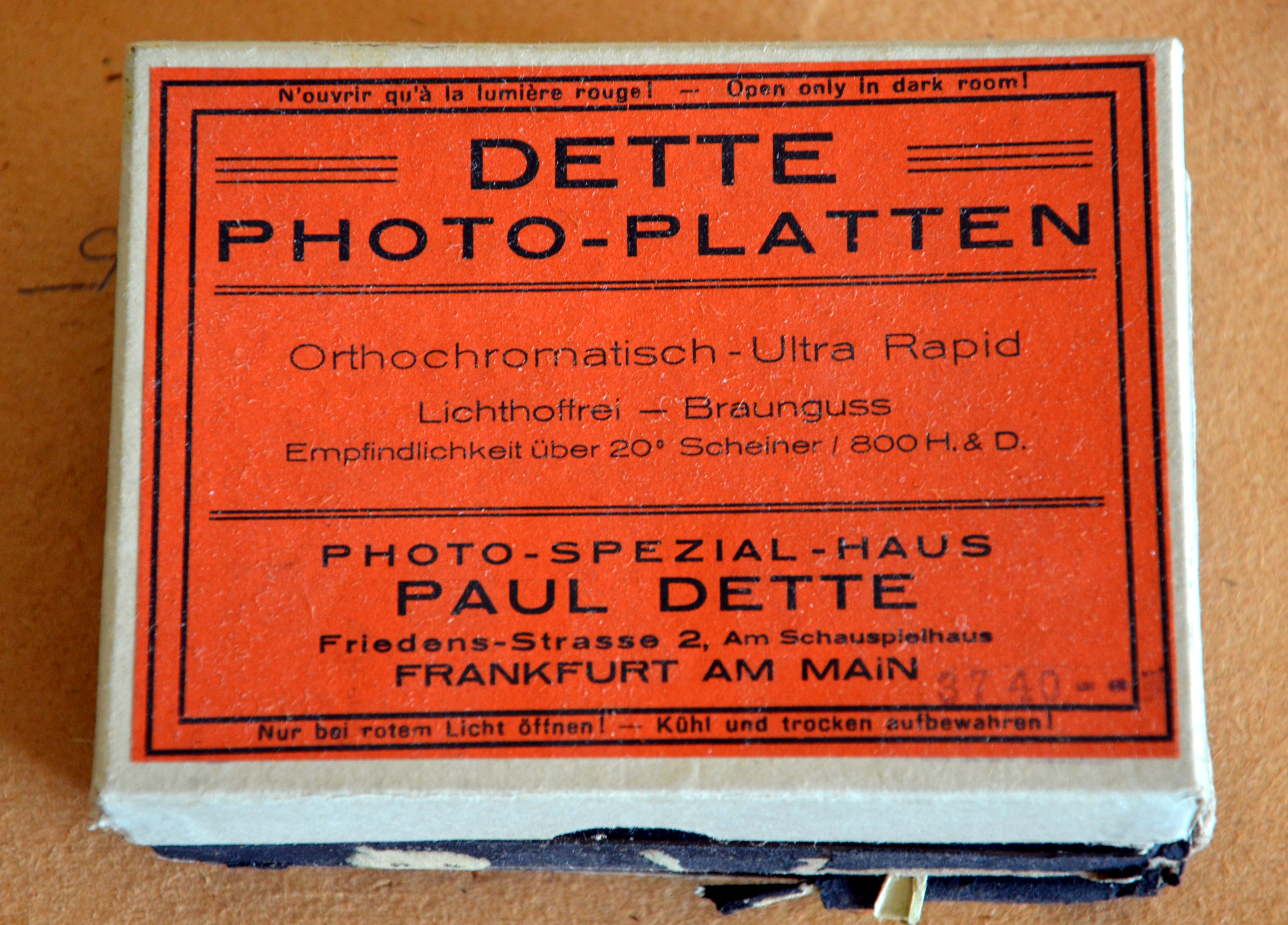
Photo-Platten von Paul Dette aus Frankfurt am Main
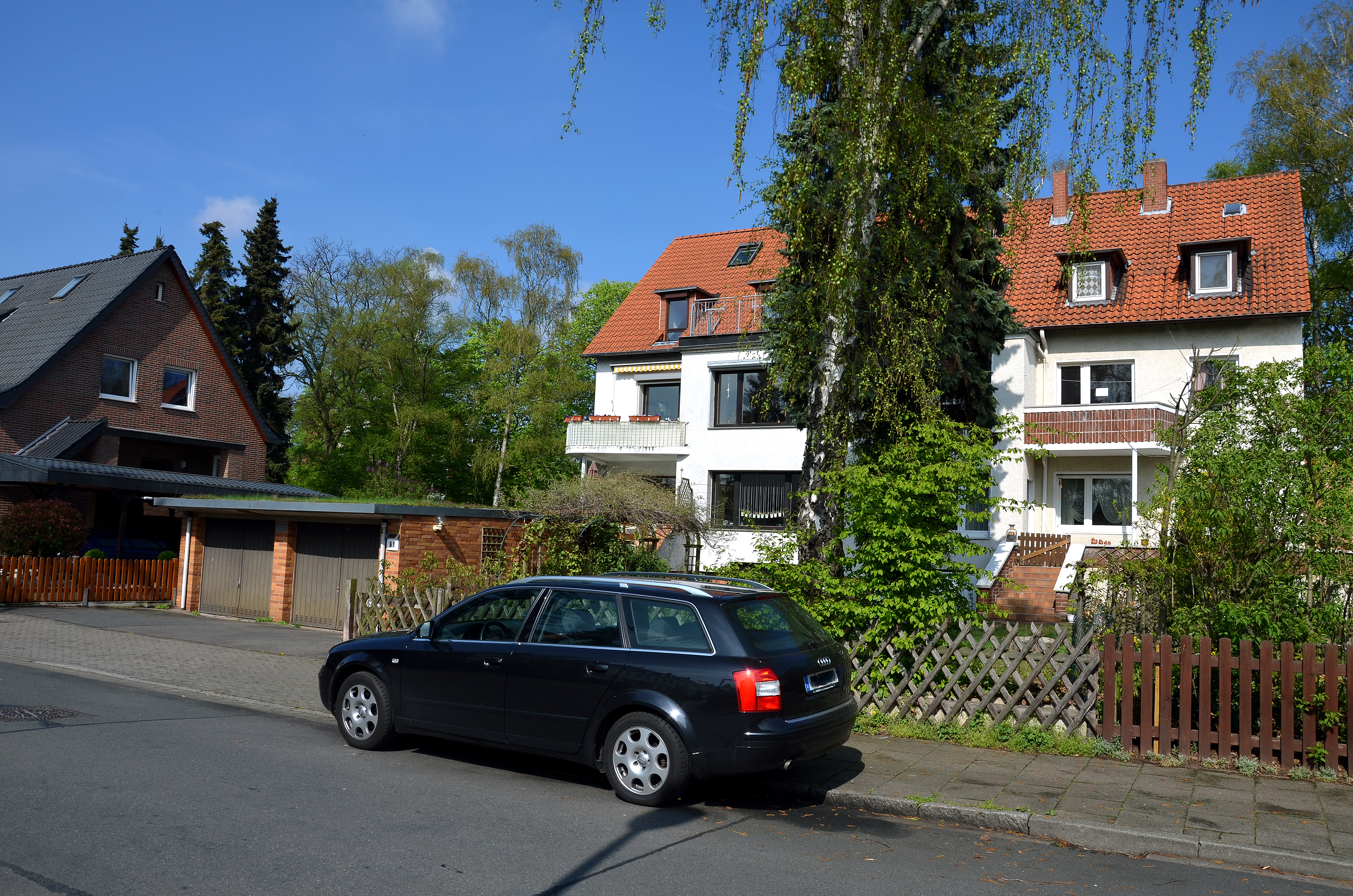
Am Burgdorfer Damm 63 bewohnte die Künstlerin die Wohnung oben rechts